# Vysoká pri Morave
Vysoká pri Morave és un poble i municipi d'Eslovàquia que es troba a la regió de Bratislava, a l'extrem occidental del país, prop de la frontera amb Àustria.

## Història
La primera menció escrita de la vila es remunta al 1271.

## Demografia
| Godina             | 1994 | 2004   | 2014    | 2024   |
| ------------------ | ---- | ------ | ------- | ------ |
| Nombre de persones | 1790 | 1919   | 2211    | 2221   |
| Diferència         |      | +7,20% | +15,21% | +0,45% |

| Godina             | 2023 | 2024   |
| ------------------ | ---- | ------ |
| Nombre de persones | 2224 | 2221   |
| Diferència         |      | −0,13% |